# خوسيه باريتو
خوسيه باريتو (بالإسبانية: José Barreto) هو لاعب كرة قدم أرجنتيني، ولد في 22 فبراير 2000 في Villa Clara, Entre Ríos ‏ في الأرجنتين. لعب مع أتلتيكو باتروناتو.

## وصلات خارجية
- خوسيه باريتو على موقع قاعدة بيانات كرة القدم.إي يو (الإنجليزية)
- خوسيه باريتو على موقع Soccerway.com (الإنجليزية)